# Noteriades bicornutus
Noteriades bicornutus är en biart som först beskrevs av Heinrich Friese 1904.  Noteriades bicornutus ingår i släktet Noteriades och familjen buksamlarbin. Inga underarter finns listade i Catalogue of Life.